# Melodifestivalen 2003

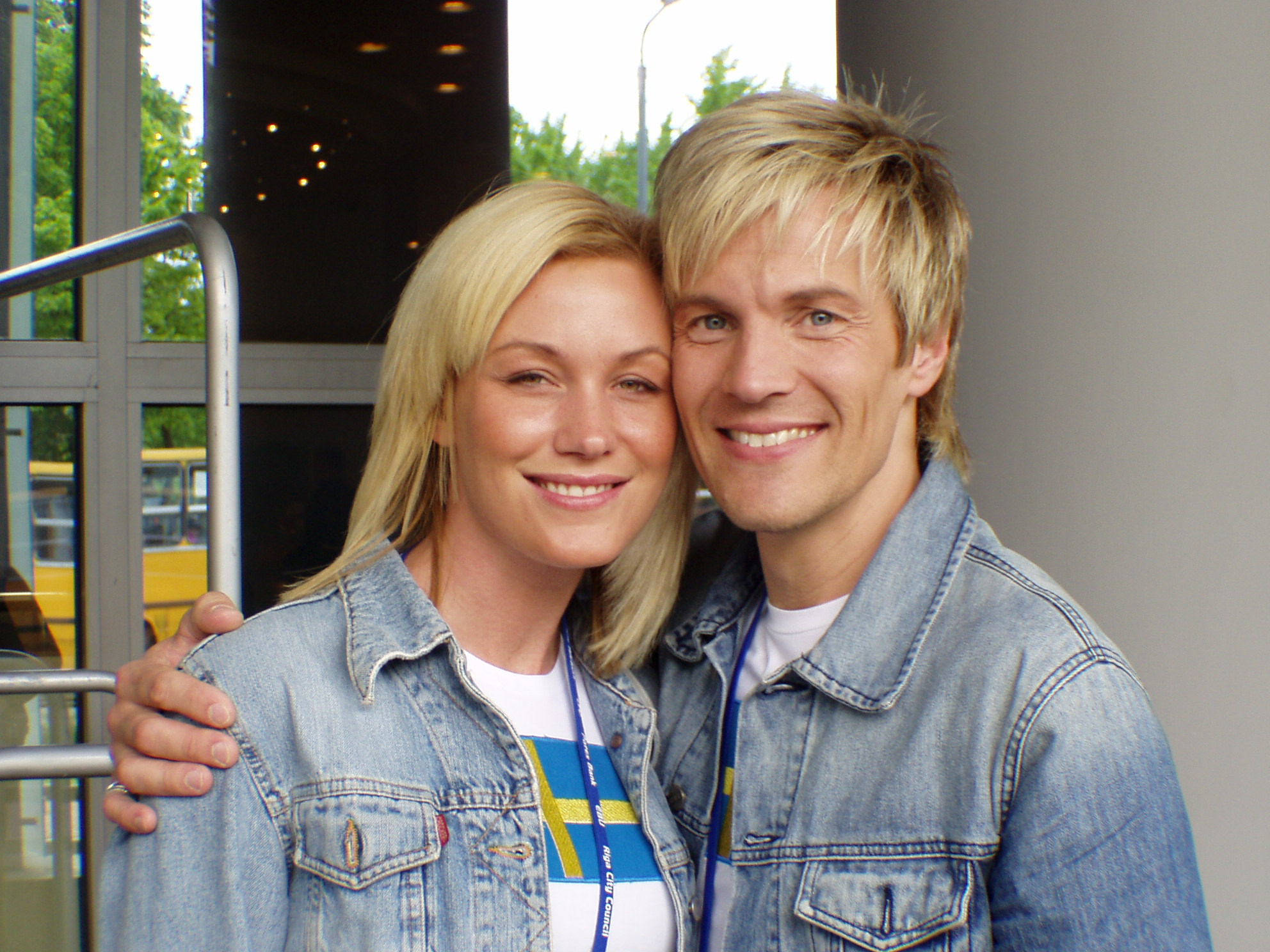
Fame vann Melodifestivalen 2003 med låten "Give Me Your Love".

Melodifestivalen 2003 var den 43:e upplagan av Melodifestivalen tillika Sveriges uttagning till Eurovision Song Contest 2003, som detta år arrangerades i Riga, Lettland. Tävlingen utgjordes av en turné bestående av fyra deltävlingar à åtta bidrag, uppsamlingsheatet Tittarnas val och slutligen en final där vinnaren, ”Give Me Your Love” med Fame, korades.

## Tävlingsupplägg
Sveriges Television lät för andra året i rad använda sig av det deltävlingsformat som året innan hade introducerats till tävlingen; tittarna avgjorde genom telefonröstning resultat i de fyra deltävlingarna och uppsamlingsheatet Tittarnas val innan en final arrangerades. De fyra deltävlingarna sändes från Jönköping, Göteborg, Luleå och Sundsvall, och finalen från Stockholm. Av rekordmånga 2 620 bidrag valde en urvalsjury, tillsatt av Sveriges Television, med hjälp av Svenska musikförläggarföreningen ut 32 tävlingsbidrag och fördelade dem jämnt över de fyra deltävlingarna. Varje deltävling avgjordes i två omgångar; i den första röstade tittarna vidare fyra bidrag, vilka sedan visades i kortare versioner i form av en snabbrepris; i den andra röstade tittarna vidare de två bidrag med flest röster till final, varpå de två med tredje och fjärde flest skickades till uppsamlingsheatet Tittarnas val. Totalt gick alltså 16 bidrag vidare från de fyra deltävlingarna, åtta till final och åtta till Vinnarnas val; de nionde och tionde finalplatserna utsågs av tittarna i det sistnämnda uppsamlingsheatet. Finalen utgjordes sedermera av lika många bidrag som före införandet av turnéformatet. Likt tidigare år delade tittarna där makten med elva jurygrupper representerade av Sveriges Televisions elva regionala nyhetsregioner.
Tittarnas val ersatte Vinnarnas val som uppsamlingsheat inför årets tävling. Resultatet avgjordes av tittarna själva, till skillnad från 2002 då en jury bestående av tidigare vinnare fick utse de två sista finalisterna. Redan 2004 skulle namnet dock komma att ändras till Andra chansen.

### Regelverk
I enlighet med Melodifestivalens regelverk skulle tävlande artister och bidrag förhålla sig till följande:
- Endast svenska medborgare, som var folkbokförda i Sverige hösten 2002, fick skicka in bidrag till tävlingen; undantaget var personer som under perioden 1 oktober 2002–30 mars 2003 var anställda av Sveriges Television.
- Låtarna som skickades in fick inte överstiga tre minuter, och fick inte ha varit publicerade tidigare; Sveriges Television beslutade i sin tur när tävlingsbidragen fick släppas.
- Sveriges Television hade full beslutsrätt i att välja artist(er) till samtliga bidrag, varför de(n) som sjöng på respektive låts demoversion skulle vara beredda på att framföra bidraget i tävlingen.
- Inskickade bidrag fick framföras på valfritt språk; i samband med inskickning skulle noter och en svensk text, till låtar som inte sjöngs på svenska eller engelska, bifogas.
- Maximalt sex personer, fyllda 16 år dagen då Eurovision Song Contest skulle komma att arrangeras, fick medverka i scennumret.
- Alla sånginsatser, inklusive körsång, skulle göras live, även om musiken låg förinspelad på band.
- Sveriges Television hade rätt att när som helst diskvalificera bidrag.

Sveriges Television lät dessutom presentera mindre regeländringar inför tävlingen:
- Bidrag skulle framföras på det språk som det framfördes på i den inskickade demoversionen.
- Regeln om att Sveriges Television hade, om så önskades, rätt att välja en annan artist till det vinnande bidraget som då istället skulle representera Sverige i Eurovision Song Contest slopades.

## Datum och händelser
- Senast den 15 oktober 2002 skulle bidragen till Melodifestivalen 2003 senast vara inskickade.
- Den 4 november 2002 meddelade Sveriges Television hur många bidrag som skickats in.[3]
- Den 7 november 2002 presenterade Sveriges Television de officiella bidragstitlarna och dess upphovsmän.[7]
- Den 24 november 2002 presenterades Sveriges Television de fem städer som skulle agera värdar för de sex programmen.
- Den 25 november 2002 släpptes biljetterna till deltävlingarna och finalen.
- Den 17 december 2002 presenterade Sveriges Television artisterna till de 32 bidragen.[8]
- Den 20 januari 2003 presenterade Sveriges Television tävlingens samtliga programledare.

### Turnéplan
- Lördagen den 15 februari 2003 – Deltävling 1, Tipshallen, Jönköping.
- Lördagen den 22 februari 2003 – Deltävling 2, Scandinavium, Göteborg.
- Lördagen den 1 mars 2003 – Deltävling 3, Arcushallen, Luleå.
- Lördagen den 8 mars 2003 – Deltävling 4, Nordichallen, Sundsvall.
- Söndagen den 9 mars 2003 – Vinnarnas val, TV-huset, Stockholm.
- Lördagen den 15 mars 2003 – Final, Globen, Stockholm.

## Deltävlingarna
| Återkommande artister                              | Återkommande artister                       | Återkommande artister |
| Artist                                             | Tidigare år (plac.)                         | Tidigare år (plac.)   |
| Artist                                             | Mel.                                        | ESC                   |
| -------------------------------------------------- | ------------------------------------------- | --------------------- |
| Afro-Dite                                          | 2002 (1:a)                                  | 2002 (8:a)            |
| Andreas Lundstedt                                  | 1996 (2:a) 1997 (7:a)                       | –                     |
| Barbados                                           | 2000 (2:a) 2001 (2:a) 2002 (4:a)            | –                     |
| Brandsta City Släckers                             | 2002 (5:a)                                  | –                     |
| Crosstalk                                          | 1999 (6:a)                                  | –                     |
| Jan Johansen                                       | 1995 (1:a) 2001 (4:a) 2002 (7:a)            | 1995 (3:a)            |
| Jill Johnson                                       | 1998 (1:a)                                  | 1998 (10:a)           |
| Lina Hedlund                                       | 2002 (9:a)                                  | –                     |
| Magnus Carlsson                                    | 2000 (2:a) 2001 (2:a) 2002 (4:a)            | –                     |
| Méndez                                             | 2002 (2:a)                                  | –                     |
| Mikael Erlandsson                                  | 1990 (6:a)                                  | –                     |
| Nanne Grönvall                                     | 1986 (4:a) 1987 (4:a) 1996 (1:a) 1998 (4:a) | 1996 (3:a)            |
| Pernilla Wahlgren                                  | 1985 (4:a) 1991 (6:a)                       | –                     |
| Robert Wells                                       | 1987 (7:a)                                  | –                     |
| Sanna Nielsen                                      | 2001 (3:a)                                  | –                     |
| Sofia Källgren                                     | 1989 (7:a) 1990 (4:a)                       | –                     |
| Style                                              | 1986 (3:a) 1987 (6:a)                       | –                     |
| Östen med Resten                                   | 2002 (10:a)                                 | –                     |
| 1. 2. 3. 4. 5. 6. 7. 8. 9. 10. 11. 12. 13. 14. 15. |                                             |                       |

Deltävlingarna direktsändes i SVT1 varje lördag klockan 20.00–21.30. Tittarna avgjorde på egen hand resultatet i två omgångar; bidragen med flest respektive näst flest röster gick efter den andra röstningsomgången vidare direkt till final, medan bidragen med tredje respektive fjärde flest röster gick vidare till uppsamlingsheatet Tittarnas val. De fyra lägst placerade bidragen gallrades bort av tittarna redan efter första omgången, varpå räkneverken nollställdes för kvarvarande inför omgång två.
Tittarna kunde rösta genom att ringa 0718-321 0X, där X var bidragets startnummer, för 9,90 kronor per samtal; 8,50 kronor gick till Radiohjälpen. Bidragen som gick vidare till röstningsomgång två behöll sina respektive startnummer. Hur många röster, och vilken placering, varje bidrag fick redovisades först efter turnéns slut, eftersom Sveriges Television inte ville påverka tittarna inför finalen.
Bidragen "När löven faller" och "You Got Me" skulle ursprungligen ha framförts av Carola Häggkvist respektive Anders Borgius, men diskvalificerades innan tävlingen; Häggkvist ville inte framföra sitt bidrag som artist i enlighet med Sveriges Televisions regelverk, och Borgius bidrag hade sedan tidigare funnits publicerad på internet. "No dudes en llamarme" med Fernando Brito och "Stay the Night" med Style kom att ersätta de två diskvalificerade bidragen. Nathalie Family skulle ursprungligen ha framfört "Someone, Somewhere, Someday", men kom att ersättas som sångerska på bidraget av DeDe till följd av att hon vid tillfället bara var fjorton år gammal.

### Deltävling 1: Jönköping
Deltävlingen sändes från Tipshallen i Jönköping lördagen den 15 februari 2003.

#### Startfält
Bidragen presenteras nedan i startordning.
| Nr | Artist/grupp                     | Melodi                      | Upphovsmän (text & musik)                                                                                  |
| -- | -------------------------------- | --------------------------- | --- |
| 1  | Crosstalk                        | Stronger                    | Lars Edvall (tm), Mattias Reimer (tm)                                                                      |
| 2  | DeDe                             | Someone, Somewhere, Someday | Mattias Holmlund (tm), Peter Ågren (tm)                                                                    |
| 3  | Méndez                           | Carnaval                    | Gustav Jonsson (tm), Leopoldo Méndez (tm), Marcus Sepehrmanesh (tm), Patrik Henzel (tm), Tommy Tysper (tm) |
| 4  | Alive feat. Jessie Martins       | Ingen annan                 | Lars Edvall (tm), Mattias Reimer (tm)                                                                      |
| 5  | Jill Johnson                     | Crazy in Love               | Larry Forsberg (tm), Lennart Wastesson (tm), Sven-Inge Sjöberg (tm)                                        |
| 6  | Da Buzz                          | Stop! Look! Listen!         | Joakim Udd (tm), Peter Boström (tm), Pär Lönn (tm), Urban Robertsson (tm)                                  |
| 7  | Markus Landgren                  | Television                  | Pernilla Sahlin (t), Peter Sahlin (tm)                                                                     |
| 8  | Jan Johansen & Pernilla Wahlgren | Let Your Spirit Fly         | Anders Dannvik (tm), Ola Höglund (tm)                                                                      |

#### Resultat
| Nr | Melodi                      | Antal röster | Antal röster | Plac. | Anm.          |
| Nr | Melodi                      | Omgång 1     | Omgång 2     | Plac. | Anm.          |
| -- | --------------------------- | ------------ | ------------ | ----- | ------------- |
| 1  | Stronger                    | 14 651       | —            | 6     | Utslagen      |
| 2  | Someone, Somewhere, Someday | 5 386        | —            | 7     | Utslagen      |
| 3  | Carnaval                    | 26 836       | 34 576       | 3     | Tittarnas val |
| 4  | Ingen annan                 | 5 341        | —            | 8     | Utslagen      |
| 5  | Crazy In Love               | 42 697       | 48 786       | 2     | Till final    |
| 6  | Stop! Look! Listen!         | 16 817       | —            | 5     | Utslagen      |
| 7  | Television                  | 19 997       | 25 998       | 4     | Tittarnas val |
| 8  | Let Your Spirit Fly         | 95 703       | 90 302       | 1     | Till final    |

#### Siffror
- Antal TV-tittare: 2 977 000 tittare (tittarrekord för en deltävling)[11]
- Antal telefonröster: 429 784 röster (röstningsrekord för en deltävling)[12]
- Summa pengar insamlad till Radiohjälpen: 3 653 164 kronor (insamlingsrekord för en deltävling)[13]

### Deltävling 2: Göteborg
Deltävlingen sändes från Scandinavium i Göteborg lördagen den 22 februari 2003.

#### Startfält
Bidragen presenteras nedan i startordning.
| Nr | Artist/grupp            | Melodi                   | Upphovsmän (text & musik)                                                         |
| -- | ----------------------- | ------------------------ | --------------------------------------------------------------------------------- |
| 1  | Andrés Esteche          | Just Like a Boomerang    | Johan Fransson (tm), Niklas Edberger (tm), Tim Larsson (tm), Tobias Lundgren (tm) |
| 2  | Sanna Nielsen           | Hela världen för mig     | Thomas G:son (tm)                                                                 |
| 3  | Kerli & The Locatellies | Let's Go                 | Johan Ekman (tm), Jonas Liberg (m)                                                |
| 4  | Pandora                 | You                      | Jan Johansen (tm), Shirley Clamp (t), Tania Clamp (t)                             |
| 5  | Brandsta City Släckers  | 15 minuter               | Gustav Eurén (tm), Karl Eurén (tm), Niclas Arn (tm)                               |
| 6  | Fame                    | Give Me Your Love        | Calle Kindbom (tm), Carl Lösnitz (tm)                                             |
| 7  | Aleena                  | Better Believe It        | Aleena Gibson (tm), Bobby Ljunggren (tm), Tommy Lydell (m)                        |
| 8  | Alcazar                 | Not a Sinner Nor a Saint | Lotta Ahlin (t), Bobby Ljunggren (m), Tommy Lydell (m)                            |

#### Resultat
| Nr | Melodi                   | Antal röster | Antal röster | Plac. | Anm.          |
| Nr | Melodi                   | Omgång 1     | Omgång 2     | Plac. | Anm.          |
| -- | ------------------------ | ------------ | ------------ | ----- | ------------- |
| 1  | Just Like a Boomerang    | 29 223       | —            | 5     | Utslagen      |
| 2  | Hela världen för mig     | 46 841       | 79 015       | 2     | Till final    |
| 3  | Let's Go                 | 15 334       | —            | 7     | Utslagen      |
| 4  | You                      | 10 496       | —            | 8     | Utslagen      |
| 5  | 15 minuter               | 42 354       | 52 459       | 4     | Tittarnas val |
| 6  | Give Me Your Love        | 69 283       | 125 975      | 1     | Till final    |
| 7  | Better Believe It        | 26 285       | —            | 6     | Utslagen      |
| 8  | Not a Sinner Nor a Saint | 63 702       | 69 859       | 3     | Tittarnas val |

#### Siffror
- Antal TV-tittare: 3 180 000 tittare (tittarrekord för en deltävling)[11]
- Antal telefonröster: 632 210 röster (röstningsrekord för en deltävling)[12]
- Summa pengar insamlad till Radiohjälpen: 5 373 785 kronor (insamlingsrekord för en deltävling)[13]

### Deltävling 3: Luleå
Deltävlingen sändes från Arcushallen i Luleå lördagen den 1 mars 2003.

#### Startfält
Bidragen presenteras nedan i startordning.
| Nr | Artist/grupp                  | Melodi               | Upphovsmän (text & musik)                                                                                                  |
| -- | ----------------------------- | -------------------- | --- |
| 1  | Barbados                      | Bye Bye              | Lotta Ahlin (tm), Bobby Ljunggren (m), Tommy Lydell (m)                                                                    |
| 2  | Shanna Smith                  | Tonight's the Night  | Richard Evenlind (tm) |
| 3  | Nanne Grönvall                | Evig kärlek          | Nanne Grönvall (tm), Peter Grönvall (m)                                                                                    |
| 4  | Sarek                         | Genom eld och vatten | Mårten Eriksson (tm), Stina Jadelius (tm)                                                                                  |
| 5  | Robert Wells & Sofia Källgren | My Love              | Marcos Ubeda (tm) |
| 6  | Liverpool                     | Love Is All          | Larry Forsberg (tm), Lennart Wastesson (tm), Sven-Inge Sjöberg (tm)                                                        |
| 7  | Shirley Clamp                 | Mr. Memory           | Lotta Ahlin (tm), Bobby Ljunggren (m), Tommy Lydell (m)                                                                    |
| 8  | Style                         | Stay the Night       | Brian Hobbs (tm), Christer Sandelin (tm), Jonas Stadling (tm), Olle Törnström (tm), Thomas Axelsson (tm), Tommy Ekman (tm) |

#### Resultat
| Nr | Melodi               | Antal röster | Antal röster | Plac. | Anm.          |
| Nr | Melodi               | Omgång 1     | Omgång 2     | Plac. | Anm.          |
| -- | -------------------- | ------------ | ------------ | ----- | ------------- |
| 1  | Bye Bye              | 36 287       | 38 144       | 2     | Till final    |
| 2  | Tonight's the Night  | 5 861        | —            | 8     | Utslagen      |
| 3  | Evig kärlek          | 11 771       | —            | 7     | Utslagen      |
| 4  | Genom eld och vatten | 55 934       | 58 138       | 1     | Till final    |
| 5  | My Love              | 22 381       | —            | 5     | Utslagen      |
| 6  | Love Is All          | 23 105       | 19 615       | 4     | Tittarnas val |
| 7  | Mr. Memory           | 11 962       | —            | 6     | Utslagen      |
| 8  | Stay the Night       | 37 145       | 19 708       | 3     | Tittarnas val |

#### Siffror
- Antal TV-tittare: 2 914 000 tittare[11]
- Antal telefonröster: 340 882 röster[12]
- Summa pengar insamlad till Radiohjälpen: 2 897 497 kronor[13]

### Deltävling 4: Sundsvall
Deltävlingen sändes från Nordichallen i Sundsvall lördagen den 8 mars 2003.

#### Startfält
Bidragen presenteras nedan i startordning.
| Nr | Artist/grupp      | Melodi                  | Upphovsmän (text & musik)                                           |
| -- | ----------------- | ----------------------- | ------------------------------------------------------------------- |
| 1  | Sahlene           | We're Unbreakable       | Aleena Gibson (tm), Bobby Ljunggren (m), Robert Olausson (m)        |
| 2  | Fernando Brito    | No dudes en llamarme    | Fernando Brito (tm), Johan Larsson (m)                              |
| 3  | Bubbles           | T.K.O. (Knock You Out)  | Fredrik Lenander (tm), Lars Erlandsson (tm), Paul Rein (tm)         |
| 4  | Maarja            | He Is Always On My Mind | Lars Edvall (tm), Mattias Reimer (tm)                               |
| 5  | Östen med Resten  | Maria                   | Larry Forsberg (tm), Lennart Wastesson (tm), Sven-Inge Sjöberg (tm) |
| 6  | Lina Hedlund      | Nothing Can Stop Me     | Aleena Gibson (t), Torbjörn Petersson (tm)                          |
| 7  | Mikael Erlandsson | Tills jag mötte dig     | Christian Antblad (tm), Tommy Denander (tm)                         |
| 8  | Afro-Dite         | Aqua Playa              | Marcos Ubeda (tm)                                                   |

#### Resultat
| Nr | Melodi                  | Antal röster | Antal röster | Plac. | Anm.          |
| Nr | Melodi                  | Omgång 1     | Omgång 2     | Plac. | Anm.          |
| -- | ----------------------- | ------------ | ------------ | ----- | ------------- |
| 1  | We're Unbreakable       | 20 817       | —            | 5     | Utslagen      |
| 2  | No dudes en llamarme    | 7 526        | —            | 8     | Utslagen      |
| 3  | T.K.O. (Knock You Out)  | 37 669       | 44 994       | 3     | Tittarnas val |
| 4  | He Is Always On My Mind | 14 221       | —            | 6     | Utslagen      |
| 5  | Maria                   | 69 716       | 86 354       | 1     | Till final    |
| 6  | Nothing Can Stop Me     | 20 878       | 27 581       | 4     | Tittarnas val |
| 7  | Tills jag mötte dig     | 10 581       | —            | 7     | Utslagen      |
| 8  | Aqua Playa              | 51 974       | 51 378       | 2     | Till final    |

#### Siffror
- Antal TV-tittare: 3 047 000 tittare[11]
- Antal telefonröster: 444 972 röster[12]
- Summa pengar insamlad till Radiohjälpen: 3 782 262 kronor[13]

## Tittarnas val: Stockholm
Tittarnas val sändes från TV-huset i Stockholm söndagen den 9 mars 2003. Uppsamlingsheatet sändes som en del av programmet Söndagsöppet och programleddes av Marianne Rundström och Rickard Olsson.
Uppsamlingsheatet genomgick årets säsong en rad förändringar; den tydligaste var namnbytet från Vinnarnas val till Tittarnas val, med anledning av formatändringen som bestod i att tittarna avgjorde resultatet, till skillnaden från tävlingen året innan då en jury, bestående av tidigare vinnare, utsåg de två finalisterna. I uppsamlingsheatet tävlade de bidrag som hade placerat sig på tredje och fjärde plats i deltävlingarna. Inramningen av programmet bestod i att varje bidrags deltävlingsframträdande spelades upp, varpå tittarna utsåg vilka två som skulle bli de sista att gå till final. Tittarna kunde likt i deltävlingarna rösta genom att ringa 0718-321 0X, där X var bidragets startnummer, för 9,90 kronor per samtal; 8,50 kronor gick till Radiohjälpen. Till skillnad från deltävlingarna, där hälften av bidragen i en första omgång gallrades bort, genomfördes endast en röstningsomgång, där de två bidrag med flest röster gick vidare till final.

### Startfält
Bidragen presenteras nedan i startordning.
| Nr | Artist/grupp           | Melodi                   | Upphovsmän (text & musik)                                                                                                  | Deltävl. |
| -- | ---------------------- | ------------------------ | --- | -------- |
| 1  | Méndez                 | Carnaval                 | Gustav Jonsson (tm), Leopoldo Méndez (tm), Marcus Sepehrmanesh (tm), Patrik Henzel (tm), Tommy Tysper (tm)                 | 1        |
| 2  | Markus Landgren        | Television               | Pernilla Sahlin (t), Peter Sahlin (tm)                                                                                     |          |
| 3  | Brandsta City Släckers | 15 minuter               | Gustav Eurén (tm), Karl Eurén (tm), Niclas Arn (tm)                                                                        | 2        |
| 4  | Alcazar                | Not a Sinner Nor a Saint | Lotta Ahlin (t), Bobby Ljunggren (m), Tommy Lydell (m)                                                                     |          |
| 5  | Liverpool              | Love Is All              | Larry Forsberg (tm), Lennart Wastesson (tm), Sven-Inge Sjöberg (tm)                                                        | 3        |
| 6  | Style                  | Stay the Night           | Brian Hobbs (tm), Christer Sandelin (tm), Jonas Stadling (tm), Olle Törnström (tm), Thomas Axelsson (tm), Tommy Ekman (tm) |          |
| 7  | Bubbles                | T.K.O. (Knock You Out)   | Fredrik Lenander (tm), Lars Erlandsson (tm), Paul Rein (tm)                                                                | 4        |
| 8  | Lina Hedlund           | Nothing Can Stop Me      | Aleena Gibson (t), Torbjörn Petersson (tm)                                                                                 |          |

#### Resultat
| Nr | Melodi                   | Antal röster | Plac. | Anm.       |
| -- | ------------------------ | ------------ | ----- | ---------- |
| 1  | Carnaval                 | 33 315       | 5     | Utröstad   |
| 2  | Television               | 21 763       | 7     | Utröstad   |
| 3  | 15 minuter               | 44 191       | 3     | Utröstad   |
| 4  | Not a Sinner Nor a Saint | 102 240      | 1     | Till final |
| 5  | Love Is All              | 28 060       | 6     | Utröstad   |
| 6  | Stay the Night           | 21 490       | 8     | Utröstad   |
| 7  | T.K.O. (Knock You Out)   | 55 596       | 2     | Till final |
| 8  | Nothing Can Stop Me      | 35 211       | 4     | Utröstad   |

#### Siffror
- Antal TV-tittare: 2 282 000 tittare[11]
- Antal telefonröster: 341 866 röster[12]
- Summa pengar insamlad till Radiohjälpen: 2 905 861 kronor[13]

## Finalen: Stockholm
Finalen sändes från Globen i Stockholm lördagen den 15 mars 2003 klockan 20:00–22:00 direkt i SVT1. Av de tio finalisterna hade åtta kvalificerat sig direkt från sina respektive deltävlingar, och två från uppsamlingsheatet Tittarnas val.
Resultatet avgjordes likt tidigare år i form av kombinerad jury- och telefonröstning. Tittarna kunde ringa och rösta på 0718-321 XX, där XX avsåg bidragets startnummer, för 9,90 kronor per samtal; 8,50 kronor gick till Radiohjälpen. Till skillnad från fjolårets tävling kunde tittarna rösta även medan de elva jurygrupperna lämnade sina poäng. Varje jurygrupp representerades av ett regionalt nyhetsdistrikt och avlade poängen 1, 2, 4, 6, 8, 10 och 12; totalt 473 poäng. Tittarnas poäng blev multiplar av elva; 11, 22, 44, 66, 88, 110 och 132 poäng till de sju bidrag som fick flest röster i tittaromröstningen.

### Startfält
Bidragen listas nedan i startordning.
| Nr | Artist/grupp                     | Melodi                   | Upphovsmän (text & musik)                            | Deltävl.  |
| -- | -------------------------------- | ------------------------ | ---------------------------------------------------- | --------- |
| 1  | Fame                             | Give Me Your Love        | Calle Kindbom, Carl Lösnitz                          | 2         |
| 2  | Jill Johnson                     | Crazy in Love            | Larry Forsberg, Lennart Wastesson, Sven-Inge Sjöberg | 1         |
| 3  | Östen med Resten                 | Maria                    | Larry Forsberg, Lennart Wastesson, Sven-Inge Sjöberg | 4         |
| 4  | Afro-Dite                        | Aqua Playa               | Marcos Ubeda                                         | 4         |
| 5  | Sanna Nielsen                    | Hela världen för mig     | Thomas G:son                                         | 2         |
| 6  | Barbados                         | Bye Bye                  | Bobby Ljunggren, Lotta Ahlin, Tommy Lydell           | 3         |
| 7  | Sarek                            | Genom eld och vatten     | Mårten Eriksson, Stina Jadelius                      | 3         |
| 8  | Jan Johansen & Pernilla Wahlgren | Let Your Spirit Fly      | Anders Dannvik, Ola Höglund                          | 1         |
| 9  | Bubbles                          | T.K.O. (Knock You Out)   | Fredrik Lenander, Lars Erlandsson, Paul Rein         | 4 + T. V. |
| 10 | Alcazar                          | Not a Sinner Nor a Saint | Bobby Ljunggren, Lotta Ahlin, Tommy Lydell           | 2 + T. V. |

#### Resultat
| Nr | Melodi                   | Juryomröstningen | Juryomröstningen | Juryomröstningen | Juryomröstningen | Juryomröstningen | Juryomröstningen | Juryomröstningen | Juryomröstningen | Juryomröstningen | Juryomröstningen | Juryomröstningen | Juryomröstningen | Tittaromröstningen | Tittaromröstningen | Summa | Plac. |
| Nr | Melodi                   | Lå               | Uå               | Sl               | Fn               | Kd               | Öo               | Ng               | Gg               | Vö               | Mö               | Sm               | Poäng            | Antal röster       | Poäng              | Summa | Plac. |
| -- | ------------------------ | ---------------- | ---------------- | ---------------- | ---------------- | ---------------- | ---------------- | ---------------- | ---------------- | ---------------- | ---------------- | ---------------- | ---------------- | ------------------ | ------------------ | ----- | ----- |
| 1  | Give Me Your Love        | 6                | 12               | 4                | 6                | 12               | 12               | 10               | 12               | 10               | 12               | 12               | 108              | 229 753            | 132                | 240   | 1     |
| 2  | Crazy In Love            | 12               | 10               | 12               | 10               | 8                | 10               | 8                | 10               | 4                | 10               | 6                | 100              | 116 440            | 22                 | 122   | 4     |
| 3  | Maria                    | —                | 2                | 6                | —                | —                | 1                | 1                | —                | —                | —                | —                | 10               | 92 722             | 11                 | 21    | 8     |
| 4  | Aqua Playa               | 8                | 8                | 8                | 2                | 1                | 6                | 6                | 4                | —                | 1                | 4                | 48               | 59 520             | —                  | 48    | 7     |
| 5  | Hela världen för mig     | —                | —                | 2                | 1                | 4                | —                | 4                | 8                | 8                | —                | —                | 27               | 136 984            | 66                 | 93    | 5     |
| 6  | Bye Bye                  | —                | 1                | —                | —                | 2                | —                | —                | —                | 2                | 2                | —                | 7                | 37 132             | —                  | 7     | 10    |
| 7  | Genom eld och vatten     | 4                | —                | —                | 4                | —                | —                | —                | —                | 1                | —                | 2                | 11               | 127 143            | 44                 | 55    | 6     |
| 8  | Let Your Spirit Fly      | 2                | 6                | 10               | 12               | 6                | 8                | 12               | 6                | 12               | 6                | 10               | 90               | 156 702            | 88                 | 178   | 2     |
| 9  | T.K.O. (Knock You Out)   | 1                | —                | 1                | —                | —                | 2                | —                | 1                | —                | 4                | 1                | 10               | 91 979             | —                  | 10    | 9     |
| 10 | Not a Sinner Nor a Saint | 10               | 4                | —                | 8                | 10               | 4                | 2                | 2                | 6                | 8                | 8                | 62               | 182 376            | 110                | 172   | 3     |

#### Siffror
- Antal TV-tittare: 3 813 000 tittare
- Antal telefonröster: 1 230 751 röster (röstningsrekord för en final)[12]
- Summa pengar insamlad till Radiohjälpen: 10 461 384 kronor (insamlingsrekord för en final)[13]

Total statistik för hela turnén:
- Genomsnittligt antal TV-tittare per program: 3 036 000 tittare
- Totalt antal telefonröster: 3 420 465 röster
- Total summa pengar insamlad till Radiohjälpen: 29 074 140 kronor[13]

### Juryuppläsare
Juryuppläsarna satt på respektive ort när de läste upp rösterna.
- Luleå: Maria Sjölund
- Umeå: Sandra Warg
- Sundsvall: Joachim Vogel
- Falun: Anders Rosén
- Karlstad: Karin Mannberg
- Örebro: Antoni Matacz
- Norrköping: Victoria Dyring
- Göteborg: Tina Nordström
- Växjö: Grynet
- Malmö: Anne Lundberg
- Stockholm: Karin Falck

### Fotnoter
1. ↑  Melodifestivalen 2003, eftertexter.[källa från Wikidata]
2. ↑  Bolander, Mattias (22 september 2010). ”Bidragsrekord för Melodifestivalen 2011”. Poplight. Arkiverad från originalet den 11 januari 2014. https://web.archive.org/web/20140111171023/http://poplight.zitiz.se/artikel/bidragsrekord-foer-melodifestivalen-2011. Läst 25 april 2012.
3. 1 2  ”STORSLAGET BIDRAGSREKORD”. Sveriges Television. 4 november 2002. Arkiverad från originalet den 16 augusti 2004. https://web.archive.org/web/20040816205311/http://svt.se/svt/jsp/Crosslink.jsp?d=2701&a=58076. Läst 26 april 2012.
4. ↑  ”Stage Pool 16 juli 2001 - ''SVT direktsänder Melodifestivalturné!''”. Stagepool.se. 16 juli 2001. http://www.stagepool.se/docs/news/news_detail.asp?id=192.
5. ↑  ”Melodifestivalen 2002”. Sveriges Television. Arkiverad från originalet den 12 mars 2013. https://web.archive.org/web/20130312042034/http://www.svt.se/melodifestivalen/ommelodifestivalen/melodifestivalen-2002. Läst 27 oktober 2012.
6. ↑  ”Tävlingsregler”. Sveriges Television. juni 2001. Arkiverad från originalet den 14 februari 2016. https://web.archive.org/web/20160214130128/http://www.svt.se/melodifestivalen/article59478.svt/BINARY/Melodifestivalen_2002_tavlingsregler.pdf. Läst 7 maj 2012.
7. ↑  ”DE 32 BIDRAGEN ÄR KLARA”. Sveriges Television. 7 november 2002. Arkiverad från originalet den 5 december 2004. https://web.archive.org/web/20041205052316/http://sveriges/. Läst 26 april 2012.
8. 1 2  Rydell, Malena (17 december 2002). ”Många veteraner i Melodifestivalen”. Dagens Nyheter. http://www.dn.se/kultur-noje/manga-veteraner-i-melodifestivalen?rm=print. Läst 26 april 2012.
9. ↑  Ahlén, Peter (13 november 2002). ”Torsåskille diskad i Melodifestivalen”. Barometern. Arkiverad från originalet den 15 mars 2020. https://web.archive.org/web/20200315013257/https://www.barometern.se/noje_o_kultur/torsaskille-diskad-i-melodifestivalen/. Läst 26 april 2012.
10. ↑  ”MELODIFESTIVALEN DISKAR ARTIST PÅ GRUND AV ÅLDER”. Sveriges Television. 4 februari 2003. Arkiverad från originalet den 5 december 2004. https://web.archive.org/web/20041205014257/http://svt.se/svt/jsp/Crosslink.jsp?d=2701&a=64448. Läst 26 april 2012.
11. 1 2 3 4 5  Mediamätning i Skandinavien
12. 1 2 3 4 5 6  ”Melodifestivalen 2003”. Sveriges Television. 15 mars 2003. Arkiverad från originalet den 4 oktober 2013. https://web.archive.org/web/20131004222319/http://www.svt.se/melodifestivalen/article56836.svt/binary/Melodifestivalen_2003_Statistik.pdf. Läst 7 maj 2012.
13. 1 2 3 4 5 6 7 8  ”Melodifestivalen - Final: Melodifestivalen 2003”. https://www.oppetarkiv.se/video/1789618/melodifestivalen. Läst 25 mars 2021.